# Barbara Adolph
Barbara Adolph-Bober (* 8. Juni 1931 in Schneidemühl, Provinz Grenzmark Posen-Westpreußen) ist eine deutsche ehemalige Schauspielerin und Synchronsprecherin.

## Leben
Während ihrer Schauspielausbildung erhielt sie bereits Rollenangebote als Nebendarstellerin in Film- und Fernsehproduktionen, ehe sie 1952 erstmals auf einer Theaterbühne in Greiz mitwirkte. Später folgten Engagements in Gera, Karl-Marx-Stadt und am Deutschen Theater in Berlin. Parallel dazu entwickelte sie sich in den 1960er-Jahren zu einer beliebten Schauspielerin in DEFA-Spielfilmen, vor allem in Komödien.
Im Jahr 1978 siedelte sie in die Bundesrepublik Deutschland über und wurde freischaffende Schauspielerin am Renaissance-Theater in Berlin. Daneben war sie vorwiegend in Fernsehproduktionen wie beispielsweise Unser Lehrer Doktor Specht und Liebling Kreuzberg tätig. 2021 ging sie in den Ruhestand.

## Filmografie (Auswahl)
- 1949: Unser täglich Brot
- 1950: Der Rat der Götter
- 1950: Familie Benthin
- 1952: Das verurteilte Dorf
- 1954: Leuchtfeuer
- 1956: Genesung
- 1959: Die Streiche des Scapin (Fernsehfilm)
- 1961: Die gleiche Strecke (Fernsehfilm)
- 1964: Peterle und die Weihnachtsgans Auguste
- 1966: Blaulicht – Folge 26: Maskenball
- 1967: Geheimkommando Ciupaga (Fernsehfilm)
- 1969: Nebelnacht
- 1969: Mohr und die Raben von London
- 1970: Jeder stirbt für sich allein (Fernsehfilm, 3 Teile)
- 1971: Ein idealer Gatte (Fernsehfilm)
- 1971: Der Herr Ornifle (Fernsehfilm)
- 1971: KLK an PTX – Die Rote Kapelle
- 1972: Polizeiruf 110: Die Maske (Fernsehreihe)
- 1973: Das zweite Leben des Friedrich Wilhelm Georg Platow
- 1973: Polizeiruf 110: Nachttresor (Fernsehreihe)
- 1975: Aus meiner Kindheit
- 1976: Nelken in Aspik
- 1977: Du und icke und Berlin (Fernsehfilm)
- 1978: Über sieben Brücken mußt du gehn
- 1978: Kalte Heimat
- 1978: Rentner haben niemals Zeit (Fernsehserie)
- 1981: Die Barrikade
- 1982: Domino
- 1985: Der Tod aus dem Computer (Fernsehfilm)
- 1988: Der schwarze Obelisk (Fernsehfilm)
- 2007: The Walker

## Theater
- 1961: Pavel Kohout: Die dritte Schwester – Regie: Karl Paryla (Deutsches Theater Berlin – Kammerspiele)
- 1963: Carl Sternheim: Der Snob (Grafentochter) – Regie: Fritz Bornemann (Deutsches Theater Berlin – Kammerspiele)
- 1965: Jewgeni Schwarz: Der Drache (Anna) – Regie: Benno Besson (Deutsches Theater Berlin)

## Hörspiel
- 1973: Hans Christian Andersen: Der Schweinehirt (1. Hofdame) – Regie: Edgar Kaufmann, Barbara Plensat (Kinderhörspiel – Litera)

## Synchronrollen (Auswahl)
Barbara Adolph synchronisierte bereits mehrfach für die DEFA in der DDR und übernahm auch nach ihrer Übersiedlung in die Bundesrepublik zahlreiche Synchronrollen. So sprach sie mehrfach für Vanessa Redgrave, Louise Fletcher, Marian Seldes, Vera Miles und Lauren Bacall. Seit dem Ruhestand von Bettina Schön übernahm sie von ihr die Synchronisation mehrerer Schauspielerinnen, beispielsweise Maggie Smith und Olympia Dukakis.
In Fernsehserien synchronisierte Adolph außerdem mehrfach Ellen Geer, Joanna Miles, Fionnula Flanagan und Claudette Nevins. Insgesamt stand sie für über 400 Rollen hinter dem Mikrofon.
Maggie Smith
- 2009: Harry Potter und der Halbblutprinz als Prof. Minerva McGonagall
- 2010: Eine zauberhafte Nanny – Knall auf Fall in ein neues Abenteuer als Mrs. Docherty
- 2010–2015: Downton Abbey als Lady Violet Grantham
- 2011: Harry Potter und die Heiligtümer des Todes – Teil 2 als Prof. Minerva McGonagall
- 2011: Best Exotic Marigold Hotel als Muriel Donnelly
- 2014: My Old Lady – Eine Erbschaft in Paris als Mathilde Girard
- 2015: Best Exotic Marigold Hotel 2 als Muriel Donnelly
- 2019: Downton Abbey als Lady Violet Grantham

Vanessa Redgrave
- 1984: Die Damen aus Boston als Olive Chancellor
- 1987: Das Stürmische Leben des Joe Orton als Peggy Ramsay
- 1991: Die junge Katharina als Kaiserin Elizabeth
- 1997: Mrs. Dalloway als Mrs. Clarissa Dalloway
- 1999: Das schwankende Schiff als Gräfin Constance LaGrange
- 2006: Herr der Diebe als Schwester Antonia
- 2013: Der Butler als Annabeth Westfall

Vera Miles
- 1983: Psycho II als Lila Loomis
- 1985: Kopfüber in die Nacht als Joan Kaper
- 1995: Separate Lives – Tödliches Doppelleben als Dr. Ruth Goldin

Louise Fletcher
- 1984: Der Feuerteufel als Norma Manders
- 1986: Invasion vom Mars als Mrs. McKeltch
- 1999: Eiskalte Engel als Helen Rosemond

Marion Ross
- 1976: Petrocelli als Janet Williamson
- 1985: Love Boat als Rose Hickbee

Lauren Bacall
- 1990: Misery als Marcia Sindell
- 2005: Manderlay als Mam

Kathleen Chalfant
- 1992: Bob Roberts als Constance Roberts
- 2002: The Laramie Project als Farmerin

Elizabeth Wilson
- 1996: Der lange Weg zum Mars als Elizabeth Richardson
- 2012: Hyde Park am Hudson als Mrs. Roosevelt

Marian Seldes
- 2003: Mona Lisas Lächeln als Carr
- 2009: Ein Sommer in New York – The Visitor als Barbara Watson

Rosemary Harris
- 2004: Being Julia als Mrs. Lambert
- 2020: The Undoing als Janet Fraser

### Filme
- 1965: Annie Ducaux in „Die großen Familien“ als Adele
- 1969: Francine Bergé in „Die Nonne“ als Soeur Sainte–Christine
- 1969: Margaret Lockwood in „Trents letzter Fall“ als Margaret Manderson
- 1971: Helle Virkner in „Die Olsenbande fährt nach Jütland“ als Karin
- 1972: Barbara Leigh-Hunt in „Heinrich VIII. und seine sechs Frauen“ als Catherine Parr
- 1973: Viveca Lindfors in „So wie wir waren“ als Paula Reisner
- 1976: Barbara Bain in „Black Sun – Der Todesplanet greift an als“ Dr. Helena Russell
- 1978: Joyce Easton in „Teufelskreis Alpha“ als Katharine Bellaver
- 1979: Binnie Barnes in „Die Schwester der Braut“ als Laura Cram
- 1979: Sophia Loren in „Verstecktes Ziel“ als Mara
- 1981: Nancy Stephens in „Halloween II – Das Grauen kehrt zurück“ als Marion Chambers
- 1982: Linda Sorensen in „Die Klasse von 1984“ als Stegmans Mutter
- 1983: Gail Patrick in „Hilfe, ich bin Millionär“ als Barbara Drew
- 1988: Verna Bloom in „Die letzte Versuchung Christi“ als Maria (Mutter Jesu)
- 1989: Fay Kanin in „Reich und berühmt“ als Professorin Fields
- 1991: Ann Doran in „Der Mordprozeß O’Hara“ als Betty Clark, Polizistin
- 1992: Anna Maria Ackermann in „Der König von Sizilien“ als Maria Teresa
- 1992: Bess Flowers in „Das Lied vom dünnen Mann“ als Jessica Thayar
- 1993: Celia Lovsky in „Goldenes Feuer“ als Prinzessin Saba
- 1993: Joanna Miles in „Heart of Justice – Tag der Rache“ als Mrs. Burgess
- 1993: Margaret Johnston in „Der mysteriöse Mr. Sebastian“ als Miss Elliott
- 1993: Miri Fabian in „Schindlers Liste“ als Chaja Dresner
- 1994: Anne Gee Byrd in „Der Preis der Rache“ als Richterin Goldstein
- 1994: Ursula Howells in „Die Todeskarten des Dr. Schreck“ als Mrs. Deirdre Biddulph
- 1995: June Brown in „Unverstanden“ als Mrs. Paley
- 1997: Marjorie Rhodes in „Munter und lebendig“ als Dorfbewohnerin
- 1998: Kate Lansbury in „Auf immer und ewig“ als Paulette
- 1998: Stéphane Audran in „Madeline“ als Lady Covington
- 2000: Le Clanché du Rand in „Ist sie nicht großartig?“ als Lissy Hastings
- 2001: Édith Scob in „Pakt der Wölfe“ als Mme de Morangias

### Serien
- 1975: Anne Meara in Kate McShane als Kate McShane
- 1983: Bonnie Bartlett in Hart aber herzlich als Myra Bensinger
- 1984: Ina Balin in Hart aber herzlich als Jae Turner
- 1984: Bibi Besch in Hart aber herzlich als Estelle Vacarro
- 1984: Marj Dusay in Hart aber herzlich als Cheryl Hyatt
- 1989: Nan Martin in Auf der Flucht als Miss Marian Snell
- 1990: Nina van Pallandt in Hart aber herzlich als Dr. Lorna Phelps
- 1992: Marsha Hunt in Dr. med. Marcus Welby als Mrs. Bellows
- 1997: Jo Pruden in Magnum als Vera
- 2007–2008/2012: Ellen Geer in Desperate Housewives als Lillian Simms
- 2009: Joan Heney in The Border als Katarina
- 2012–2016: Leah Thys in Salamander als Martine Callier
- 2015–2016: Mary Beth Peil in Good Wife als Jackie Florrick